# 20-й истребительный авиационный полк (61-й авиационной дивизии)
20-й истребительный авиационный полк (20-й иап) — воинская часть Военно-воздушных сил (ВВС) Вооружённых Сил РККА, принимавшая участие в боевых действиях Великой Отечественной войны.

## Наименования полка
За весь период своего существования полк несколько раз менял своё наименование:
- 20-й истребительный авиационный полк
- 744-й истребительный авиационный полк
- 86-й гвардейский истребительный авиационный полк
- 86-й гвардейский Борисовский истребительный авиационный полк
- 86-й гвардейский Борисовский Краснознамённый истребительный авиационный полк
- 86-й гвардейский Борисовский Краснознамённый ордена Суворова III степени истребительный авиационный полк
- Полевая почта 06858

## Создание полка
20-й истребительный авиационный полк сформирован в период с 14.07.1941 года по 18.08.1941 года в 8-м запасном истребительном авиационном полку Приволжского военного округа (пос. Багай-Барановка Саратовской обл.) на самолётах Як-1 из части летного состава 20-го истребительного авиационного полка 17-й смешанной авиационной дивизии, прибывшего с Юго-Западного фронта. Получил также наименование 20-й истребительный авиационный полк.

## Переформирование полка
20-й истребительный авиационный полк 18 января 1942 года переименован в 744-й истребительный авиационный полк.

## В действующей армии
В составе действующей армии:
- с 20 августа 1941 года по 18 января 1942 года, итого — 151 день.

## Командиры полка
- капитан, майор, подполковник Найденов Семён Николаевич (попал в плен)[2], 14.07.1941 — 15.09.1943

## В составе соединений и объединений
| Период        | Фронт (округ)             | армия      | дивизия                                      | примечание                     |
| ------------- | ------------------------- | ---------- | -------------------------------------------- | ------------------------------ |
| 14.07.1941 г. | Приволжский военный округ | ВВС округа | 8-й запасной истребительный авиационный полк | Багай-Барановка, Як-1          |
| 20.08.1941 г. | Брянский фронт            | ВВС фронта | 61-я смешанная авиационная дивизия           | Як-1                           |
| 18.01.1942 г. | Брянский фронт            | ВВС фронта | 61-я смешанная авиационная дивизия           | переименован в 744-й иап, Як-1 |

## Участие в операциях и битвах
- Орловско-Брянская операция — с 30 сентября 1941 года по 23 октября 1941 года.
- Тульская оборонительная операция — с 24 октября 1941 года по 16 декабря 1941 года.

## Первая победа полка
Первая известная воздушная победа полка в Отечественной войне одержана 22 августа 1941 года: группой Як-1 (ведущий к-н Гуляев В. Д.) в воздушном бою в районе г. Мглинск сбит немецкий разведчик Hs-126.

## Статистика боевых действий
Всего за период с 20 августа 1941 года по 18 февраля 1942 полком:
| Выполнено боевых вылетов | Сбито самолётов в воздухе | Уничтожено самолётов всего |
| ------------------------ | ------------------------- | -------------------------- |
| 2514                     | 75                        | 111                        |

Свои потери:
| Потеряно самолётов, всего | Погибло лётчиков всего |
| ------------------------- | ---------------------- |
| 14                        | 9                      |

## Самолёты на вооружении
| Период      | Самолёты |
| ----------- | -------- |
| 1941 — 1942 | Як-1     |